# Dwars door Vlaanderen 1949

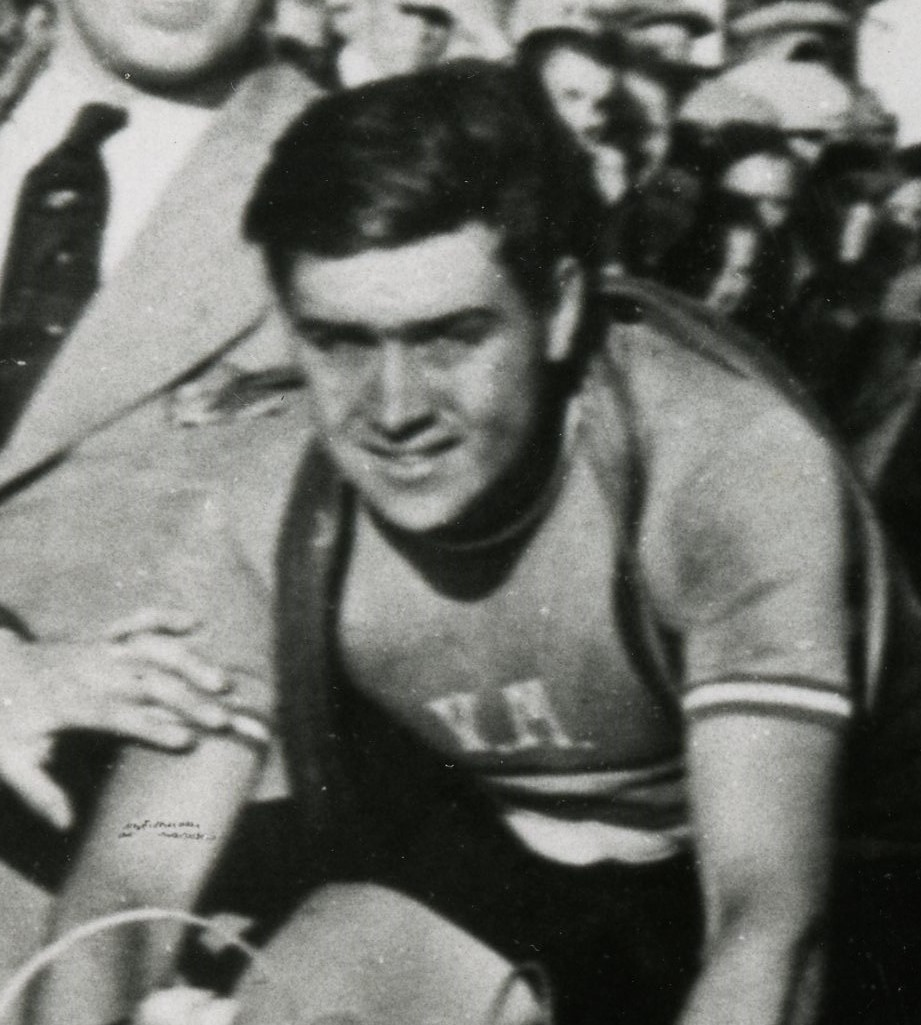
Raymond Impanis bei Dwars door Vlaanderen 1949

Dwars door Vlaanderen 1949 (deutsch: Quer durch Flandern) war die 5. Austragung des belgischen Straßenradrennen in der Region Flandern. Das Rennen fand über zwei Etappen vom 7. bis zum 8. Mai 1949 über 471 Kilometer für Berufsfahrer statt. Sieger wurde Raymond Impanis.

## Rennverlauf
Dwars door Vlaanderen 1949 startete mit der 1. Etappe von Waregem nach Genk über 245 Kilometer. Sieben Fahrer fuhren den Zielsprint in Genk, Edward Peeters gewann die Etappe. Die 2. Etappe wurde von Genk nach Waregem über 226 Kilometer gefahren. Nur noch 35 Radrennfahrer gingen an den Start. Von den vier Fahrern der Spitzengruppe gewann Roger Desmet den Sprint. Impanis wurde auf beiden Etappen Zweiter und holte den Gesamtsieg.

## Rennergebnis
|        | Fahrer               | Team               | Zeit            |
| ------ | -------------------- | ------------------ | --------------- |
| Sieger | Raymond Impanis      | Alcyon-Dunlop      | 12:54:00 h      |
| 2.     | Lionel Van Brabant   | Mercier-Hutchinson | + 5:47 Minuten  |
| 3.     | Maurice Mollin       | Mercier-Hutchinson | + 6:32 Minuten  |
| 4.     | Roger Desmet         | Alcyon-Dunlop      | + 6:45 Minuten  |
| 5.     | Hilaire Couvreur     | Terrot-Hutchinson  | + 10:25 Minuten |
| 6.     | Constant Verschueren | Starnord-Wolber    | + 10:40 Minuten |
| 7.     | Roger Gyselinck      | Groene Leeuw       | + 12:30 Minuten |
| 8.     | Albert Annutchin     | Ruche              | gl. Zeit        |
| 9.     | Gerard van de Steene | La Gantoise        | + 13:17 Minuten |
| 10.    | Arthur Mommerency    | Terrot-Hutchinson  | gl. Zeit        |